# 環中東路 (桃園市)
環中東路為臺灣桃園市中壢區的重要幹道之一，起於內壢榮民路和強國路口，止於平鎮區界與環南路三段相接。全線以中山東路二段分為兩段，屬於中壢平鎮外環道路系統。其中龍岡路二段口至平鎮市界路段隸屬於市道112號的一部分。

## 沿經行政區域
- 桃園市
  - 中壢區

## 車道配置
- 全線:雙線各二車道並設置中央綠化安全島

## 沿線設施
(由東至西)
環中東路
- 土地銀行內壢分行(33號)[1]
- 陸光五村國宅
- 中壢長榮醫院(150號)[2]
- 肯德基中壢環中東餐廳(249號)[3]
- 麥當勞中壢環中東二店(301號)[4]
- 貴族世家牛排中壢環東店(307號)[5]
- 永豐銀行內壢分行(321、323號)[6]
- 華南銀行內壢分行(260號)[7]
- 台灣電力公司中原一次配電變電所
- 中壢慈濟志業園區(701號)

環中東路二段
- 麥當勞中壢環中東店(176號)[4]
- 莒光公園
- 摩斯漢堡中壢環中店(286,288號1,2樓)[8]
- 貴族世家牛排中壢中原店(405號)[9]
- 清雲科技大學學生宿舍
- 台灣電力公司普仁二次變電所(後興路二段525號)
- 新街溪